# ケアンズ駅
ケアンズ駅（英語：Cairns railway station）はオーストラリアクイーンズランド州ケアンズ ブンダ・ストリートにあるクイーンズランド鉄道ノース・コースト線の駅。

## 概要
ショッピングセンターに併設されている。

## 利用可能な鉄道路線／列車
クイーンズランド鉄道トラベルトレインの出発する列車は下記の通り。
ブリスベンとケアンズ間の夜行長距離列車スピリット・オブ・クイーンズランド号 …ブリスベン方面 月・水・木・金・日 出発 
ケアンズとキュランダ間の昼行観光列車キュランダ高原列車 …キュランダ方面 1日2本 出発 